# Жаныш Дадабаев
Жаныш Дадабаев (род. 26 января 1991, Ош) — Режиссёр кино и телефильма. Оператор. Сценарист. Педагог. 

## Биография
Учился в школе №17 имени О.Тажибаева города Жалал-Абад.
В 2013 году окончил годичный курс операторского мастерства Нуртая Борбиева Национальной киностудии Кыргызфильм им. Т. О. Океева. В 2014- 2019 году окончил Кыргызский Государственный Университет Культуры и Искусств им. Б. Бейшеналиевой по специальности режиссёр кино и телефильма в мастерской Шамиля Джапарова.

## Фильмография
- 2014 г. Х\ф. «Тагдыр» ассистент оператора.
- 2016 г. Д/ф. «Отражение» режиссёр. оператор. монтаж.
- 2016 г. Х\ф «Завещание отца» фотограф.
- 2017 г. Д\ф «Портрет без багета» режиссёр.
- 2017 г. Д\ф «Эпитафия победившему время» Режиссёр.
- 2018 г. Д\ф «Еще раз про любовь» автор сценария и режиссёр.
- 2019 г. Д\ф Фильм о фильме «Куда кочует народ» режиссёр.оператор.фотохудожник.
- 2019 г. Д\ф «Кое-что из брака» оператор.
- 2019 г. Д\ф «Анкер-Бишкекское время» оператор и монтаж.
- 2019 г. Х\ф «Бажарики-3» Режиссёр монтажа.
- 2020 г. Д/ф «Testomento» (Завещание) оператор. монтаж.
- 2020 г. Д\ф «ТУКЕ» автор сценария и режиссёр.
- 2020 г. Д\ф «Размышления-Марат Сарулу» автор сценария и режиссёр. (на стадии производства)
- 2020—2021 гг. Д\ф «Белгисиз согуш» фильм к 20 летию Баткенских событий. режиссёр.
- 2021 г. Мини-сериал 6 серий."Игра слов" «Сөздөр оюну» Режиссёр постановщик.
- 2021 г. Серия интервью на тему"Современное кино Центральной Азии" Кыргызстан. Режиссёр.
- 2023 г. Х/ф «Бошетунмай» . Соавтор сценария. Монтаж.
- 2023 г. Х/ф «Пери» . Соавтор сценария. Монтаж.
- 2023 г. Х/ф «Баткен» . Режиссер монтажа.
- 2023 г.Х/ф  «Бейиш эненин таманында.»  Режиссер монтажа.
- 2023 г. Д/ф «Кызыл Орук» Автор сценария-режиссер.
- 2024 г. Х/ф «Приговор»  Автор идеи.
- 2024 г. К/м фильм «Карт дарак» Автор сценария - режиссер.
- 2024 г. Д/ф. "Рух Ордосу". Автор сценария режиссер. НК. Кыргызфильм.
- 2024 г. Х/ф. " ИФРИТ" режиссер монтажа.
- 2024 г. Х/ф. "Интеллигент" режиссер - постановщик.
- 2024 г. Минисериал. "Студент" автор сценария режиссер.

## Награды
- 2017 г. Участник IV Международного фестиваля звукорежиссёров «INТОНАЦИИ»
- 2017 г. Ареопаг киноведов стран СНГ документального фильма «Портрет. Без багета» Форум молодого кино «Умут» г Бишкек.
- 2018 г. Специальный приз жюри документальному фильм «Еще раз про любовь» Форум молодого кино «Умут»
- 2018 г. Участник Первого Центрально-Азиатского форума документального кино г. Алматы. Фильм «Еще раз про любовь»
- 2019 г. Лауреат национальной кинопремии «Ак Илбирс» в номинации «Лучший документальный фильм» «Еще раз про любовь»[1]
- 2020 г. Приз Россотрудничества был вручен Турсуну Мамыралиеву (герою фильма «Туке», реж. Жаныш Дадабаев) VIII Форум Молодого кино стран СНГ «Умут»
- 2021 г. Диплом жюри «За создание портрета простого человека, искренне преданного кино» документальный фильм «Туке», режиссёр Жаныш Дадабаев. XIV Международный кинофестиваль «Соль земли» г.Самара.
- 2023 г. Участник XVII Международный медиа-форум молодых журналистов «Диалог культур» г. Санкт-Петербург.